# 霍克冰川
66°0′S 65°4′W / 66.000°S 65.067°W

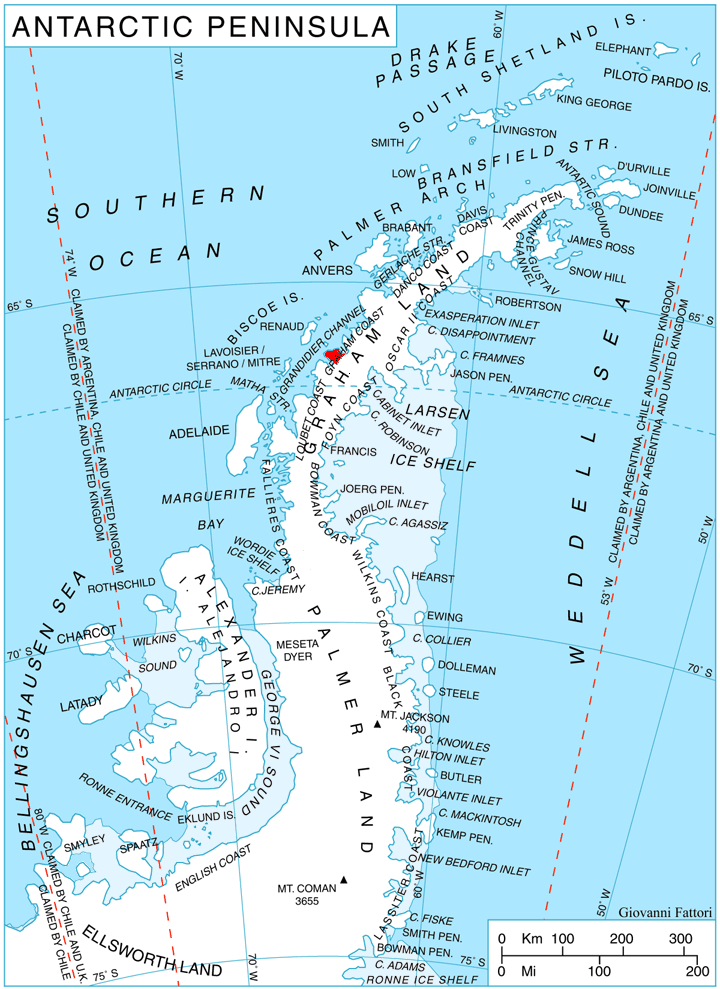

霍克冰川是南極洲的冰川，位於葛拉漢地的韋林格勒半島西北岸，由英國的測量隊繪入地圖，該冰川以瑞士的滑雪登山家命名。

## 外部連結
- SCAR Composite Antarctic Gazetteer（页面存档备份，存于）.